# Gerhard Teupel
Gerhard Teupel (* 20. November 1941) ist ein ehemaliger deutscher Fußballtorwart.

## Karriere
Fußballerisch großgeworden ist Torhüter Teupel in der Jugendabteilung seines Heimatklubs Goslarer SC 08. 1964 kam er in die Amateurmannschaft von Werder Bremen. Mit dieser gewann er 1966 die deutsche Amateurmeisterschaft. Im Finale am 2. Juli 1966 setzten sich die Werder-Amateure um Torhüter Teupel mit 5:1 gegen die Amateure von Hannover 96 durch. In der Saison 1966/67 kam er unter Trainer Günter Brocker zu einem Einsatz in der Fußball-Bundesliga. Bei der 0:2-Heimniederlage vertrat er Stammtorhüter Günter Bernard gegen Borussia Dortmund. Nach der Spielzeit wechselte er zum SC Concordia Hamburg. Für „Cordi“ absolvierte der Torhüter von 1967/68 bis 1969/70 in der damals zweitklassigen Fußball-Regionalliga Nord insgesamt 82 Regionalligaspiele. Nach der dritten Regionalligarunde stieg Teupel im Sommer 1970 mit den Rot-Schwarzen vom Stadion Marienthal an der Seite von Mitspielern wie Werner Bayerl, Uwe Boers und Dieter Goldbach mit Concordia in das Amateurlager ab. Teupel kehrte in späteren Jahren wieder nach Goslar zurück.